# Artha-shastra
El Artha-shastra es un antiguo tratado indio acerca del arte de gobernar, la política económica y la estrategia militar.
El texto identifica a su autor por los nombres de Kautilia
y Visnú Gupta,
que tradicionalmente se identifica con Chanakia Pandit (c. 350-283 a. C.),
que fue un brahmán y un escritor erudito hinduista de Taksila y más tarde fue primer ministro del Imperio mauria.

## Título del libro
- arthaśāstra, en el sistema AITS (alfabeto internacional para la transliteración del sánscrito).
- अर्थशास्त्र, en escritura devanagari del sánscrito.
- Pronunciación: /ártja shástra/,[5] simplificado como /árta shástra/.

### Etimología
Los diferentes estudiosos han traducido la palabra Artha-shastra de diferentes maneras:
- Monier Monier-Williams (1819-1899): ‘libro sobre vida práctica y gobierno político’, siendo artha: ‘desarrollo económico, vida práctica, gobierno político’, y śāstrá: ‘escritura sagrada, libro’.[5]
- R. P. Kangle (India, 1899-1989): ‘ciencia de la política’ y también ‘tratado de ayuda para que el rey adquiera y proteja la tierra’;[6]
- D. D. Kosambi (India, 1907-1966): ‘ciencia de la ganancia material’[7]
- Arthur Basham (Inglaterra, 1914-1986): ‘un tratado sobre la forma de gobierno’[7]
- G. P. Singh: ‘ciencia de la política’[7]
- Roger Boesche (Estados Unidos, 1948-2017): ‘ciencia de la economía política’.[7][8]
- Gianluca Magi (Italia, 1970-): ‘código del poder’.[9]

## Datación y autoría
Si Kautilia o Visnugupta son el mismo ministro Chanakia del reino mauria, entonces el Arthasastra dataría del siglo III a. C.
Sin embargo, ciertas afinidades con los smritis (textos sobre tradición religiosa) y algunas referencias[cita requerida] en ese siglo habrían sido anacrónicas (en este caso, no obsoletas sino todavía inexistentes), por lo que sugieren que el Arthasastra se habría escrito entre el siglo II y el siglo IV d. C.
Thomas R. Trautmann y Mabbett coinciden en que el Artha-sastra no puede ser anterior al siglo II, pero sí está basado en material anterior.

K. C. Ojha propone que la tradicional identificación de Vishnugupta con Kautilia fue causada por una confusión entre editor y autor, y sugiere que Vishnugupta es, de hecho, un recopilador de la obra original de Kautilia.
Thomas Burrow va más allá y dice que Chanakya y Kautilia en realidad son dos personas diferentes.
Al final de este tratado Artha-shastra, dice:

Este shastra ha sido escrito por alguien que rescató rápidamente a las Escrituras de la intolerancia (o el desgobierno) que habían pasado al rey Nanda.
Artha-shastra.

Más recientemente, S. N. Mital afirmó que los métodos utilizados por Trautmann no eran suficientes para probar sus afirmaciones, y que por lo tanto «no existe ninguna prueba directa que demuestre que Kautilia sea el único autor del Artha-sastra, ni evidencia de que el Artha-sastra no fue escrito en el siglo III a. C.
El texto fue influyente hasta el siglo XII, cuando desapareció. Siguió siendo conocido a través de referencias a él en las obras de
Megástenes (350-290 a. C.),
Visnú Sharma (siglo III),
Bana Bhatta (siglo VII),
Daṇḍin (siglo VII),
Mallinathasuri,
etc.
El sanscritólogo Rudrapatnam Shamasastry (1868-1944) trabajaba en el Oriental Research Institute Mysore (instituto de investigaciones orientales de Misore, cuya biblioteca albergaba miles de manuscritos sánscritos en hojas de palma. Shamasastry, como bibliotecario, examinaba varios de estos frágiles manuscritos cada día, para determinar su contenido y catalogarlos.
En 1905 dijo haber descubierto el texto del Arthashastra, escrito en letra grantha. El texto había sido enviado por «un pandit del distrito de Tanyore a la Biblioteca Oriental». ShamaSastri transcribió el texto y en 1909 lo publicó en letra devanagari. Lo tradujo al inglés, y lo publicó en 1915.
Este descubrimiento fue «un acontecimiento trascendental en la historia del estudio de la antigua política india».
Gradualmente en otras partes de la India se descubrieron más copias del Arthashastra.

## Libros del «Artha-shastra»
El Artha-shastra se divide en 15 libros (se agregan los títulos de algunos de sus capítulos más importantes):
1) Acerca de la disciplina.
4) El objetivo de las ciencias productivas y del castigo.
7) Los límites de los sentidos.
8) El nombramiento de ministros.
11) El establecimiento de informantes.
13) La protección dentro del propio estado.
15) Las sesiones del Consejo de Estado.
16) La misión de los embajadores.
17) La protección de los príncipes.
19) Las funciones del rey.
20) Los deberes del rey con respecto a su harén.
2) Los deberes de los ministros de gobierno.
7) El oficio del contador.
8) Descubrir desviaciones de impuestos realizadas por funcionarios corruptos.
9) Examen de la conducta de los servidores públicos.
16) El superintendente de comercio.
21) El superintendente de aduanas.
27) El superintendente de las prostitutas.
31) El superintendente de los elefantes.
3) Acerca de la ley.
2) El matrimonio y sus deberes. La propiedad de la esposa y las indemnizaciones debidas.
3) Los deberes de la esposa .
18) La difamación.
19) La agresión.
4) La eliminación de espinas.
8) El juicio y la tortura para obtener una confesión.
11) La pena de muerte, con tortura y sin ella.
12) Relaciones sexuales con niñas.
5) La conducta de los cortesanos.
4) La conducta del cortesano.
6) La fuente de los estados soberanos.
7) El fin de la política séxtupla.
9) Adquisición de oro y compra de amigos.
8) Acerca de los vicios y calamidades.
2) Consideraciones sobre las dificultades enfrentadas por el rey y su reino.
9) El trabajo de un invasor.
10) Acerca de la guerra.
11) La conducta de las empresas.
12) Acerca de un poderoso enemigo.
13) Medios estratégicos para capturar una fortaleza.
14) Métodos secretos.
15) El planeamiento de un tratado.